# Белоярск (Краснотуранский район)
Белоярск— село в Краснотуранском районе Красноярского края в составе Кортузского сельсовета.

## География
Находится  на севере района примерно в  9 километрах по прямой на северо-восток от районного центра села Краснотуранск.

## Климат
Климат резко - континентальный с холодной зимой и жарким летом, суровый, с большими годовыми и суточными амплитудами температуры. Максимальная высота снежного покрова 46 см. Среднемесячная температура января колеблется от -23,5 ºС до -21,0 ºС, июля от +19,8 ºС до +18,8 ºС. Среднегодовая температура составляет -0,6 ºС  ÷  -1,6 ºС. Годовая сумма осадков составляет 389 мм, причем большая ее часть выпадает в теплый период года (82 % от годовой суммы).

## История
Основано в 1780 году. В 1836 началось строительство Николаевской церкви. По переписи населения 1926 года в селе проживало более 2000 человек. Во время строительства Красноярской ГЭС село из зоны затопления было перенесено на новое место, сохранив свое прежнее название. Сюда были переселены и жители затопленной деревни Ново-Свинино. В селе было организовано отделение совхоза «Победа».

## Население
Постоянное население составляло 358 человек в 2002 году (93% русские),  314 в 2010.